# Anabra
 (novembre 2015).
Si vous disposez d'ouvrages ou d'articles de référence ou si vous connaissez des sites web de qualité traitant du thème abordé ici, merci de compléter l'article en donnant les références utiles à sa vérifiabilité et en les liant à la section « Notes et références ».

Anabra ou Dar Mtaa el Anabra est un village algérien situé dans le nord-ouest de la wilaya de Tlemcen dans la commune de Marsa Ben M'hidi, à l'ouest de Ghazaouet.

## Géographie

### Situation
Anabra est situé à 14 km de Marsa Ben M'hidi, dans la région de Msirda, dans la wilaya de Tlemcen.

## Histoire
Le village d'Anabra est habité depuis cinq siècles. Ses premiers habitants sont originaires de Tlemcen et descendants de Yaghmoracen (fondateur de la dynastie abdelwadides) qui seraient venus pour se joindre aux Msirda afin d'échapper à la domination turque.
Le nom Anabra vient de Moussa El Anbri qui s'est installé, avec sa famille, dans la région de Msirda au XVIe siècle, après la domination turque de Tlemcen, dans le village nommé aujourd'hui Anabra. On y trouve le mausolée de son fils Lahcene. Cette famille est devenue l'une des 16 familles qui constituent Msirda.
Moussa El Anbri appartiendrait aux Zianides. Il est un descendant d'Idris Ier et, par conséquent, descendant du prophète de l'Islam,  Mahomet, par la branche des Idrissides.